# Parlamentsvalet i Belgien 2007

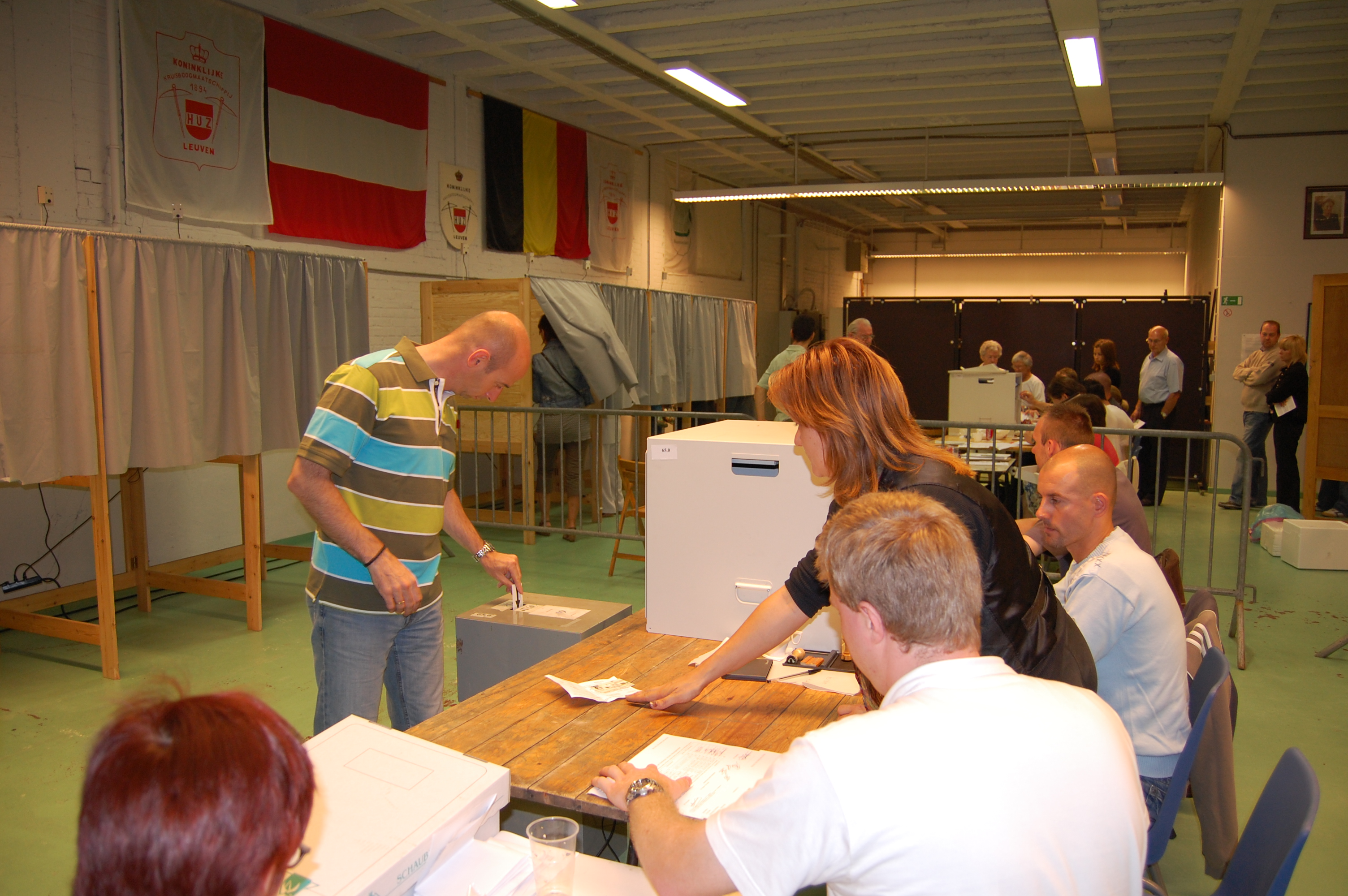
Röstning i Leuven 2007.

Parlamentsvalet i Belgien 2007 ägde rum den 10 juni 2007 och omfattade val till de två kamrarna i Belgiens federala parlament.
Inga partier ställde upp i hela landet, utan enbart i de nederländskspråkiga eller franskspråkiga valkretsarna. Några av de flamländska partierna hade ingått valallianser: Kristdemokratisk och Flamländsk (CD&V) tillsammans med Ny-Flamländska Alliansen (N-VA) och Socialistische Partij Anders (sp.a) med SPIRIT. Jämfört med parlamentsvalet i Belgien 2003 skedde alla större förändringar i startfältet på den flamländska sidan: Vlaams Blok hade ombildats till Vlaams Belang, Agalev hade bytt namn till Grön! och partiet Lijst Dedecker hade tillkommit.
Valet ledde till att Guy Verhofstadts (Open VLD) koalitionsregering led nederlag. Efter en mycket långdragen regeringsbildning (under vilken Verhofstadt satt kvar som premiärminister) lyckades Yves Leterme (CD&V) till sist bilda en ny koalitionsregering i mars 2008. Regeringen Leterme I varade dock bara till december 2008.

## Valresultat

### Representantkammaren

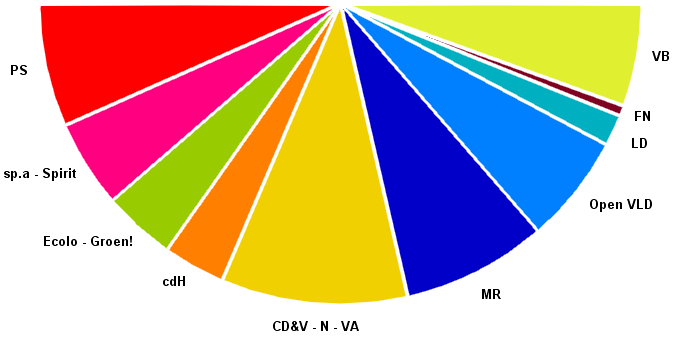
Sammansättningen av Representantkammaren efter valet 2007.

| Parti | Röster % | Mandat |
| --- | -------- | ------ |
| Kristdemokratisk och Flamländsk – Ny-Flamländska Alliansen (Christen-Democratisch & Vlaams – Nieuw-Vlaamse Alliantie), CD&V – N-VA | 18,51%   | 30     |
| Mouvement Réformateur, MR | 12,52%   | 23     |
| Vlaams Belang, VB | 11,99%   | 17     |
| Öppna VLD (Open VLD) | 11,83%   | 18     |
| Socialistiska partiet (Parti Socialiste), PS                                                                                       | 10,86%   | 20     |
| Socialistische Partij Anders – SPIRIT, sp.a – SPIRIT                                                                               | 10,26%   | 14     |
| Centre démocrate humaniste, CDH | 6,06%    | 10     |
| Ecolo | 5,10%    | 8      |
| Lijst Dedecker, LDD | 4,03%    | 5      |
| Grön! (Groen!) | 3,98%    | 4      |
| Front National, FN | 3,98%    | 4      |
| Övriga | 2,89%    | 0      |
| Summa | 100%     | 150    |

### Senaten
40 av Senatens 71 platser tillsätts genom direkt val.
| Parti | Röster % | Mandat |
| --- | -------- | ------ |
| Kristdemokratisk och Flamländsk – Ny-Flamländska Alliansen (Christen-Democratisch & Vlaams – Nieuw-Vlaamse Alliantie), CD&V – N-VA | 19,42%   | 9      |
| Öppna VLD (Open VLD) | 12,40%   | 5      |
| Mouvement Réformateur, MR | 12,31%   | 6      |
| Vlaams Belang, VB | 11,89%   | 5      |
| Socialistiska partiet (Parti Socialiste), PS                                                                                       | 10,24%   | 4      |
| Socialistische Partij Anders – SPIRIT, sp.a – SPIRIT                                                                               | 10,04%   | 4      |
| Centre démocrate humaniste, CDH | 5,90%    | 2      |
| Ecolo | 5,82%    | 2      |
| Grön! (Groen!) | 3,64%    | 1      |
| Lijst Dedecker, LDD | 3,38%    | 1      |
| Front National, FN | 2,27%    | 1      |
| Övriga | 2,69%    | 0      |
| Summa | 100%     | 40     |